# لويس أدولف بيلي
لويس أدولف بيلي هو سياسي كندي، ولد في 13 أكتوبر 1834 في كندا، وتوفي في 20 مارس 1907. حزبياً، نشط في حزب كندا المحافظ. وقد انتخب عضو مجلس العموم الكندي.